# Stefan Kossecki

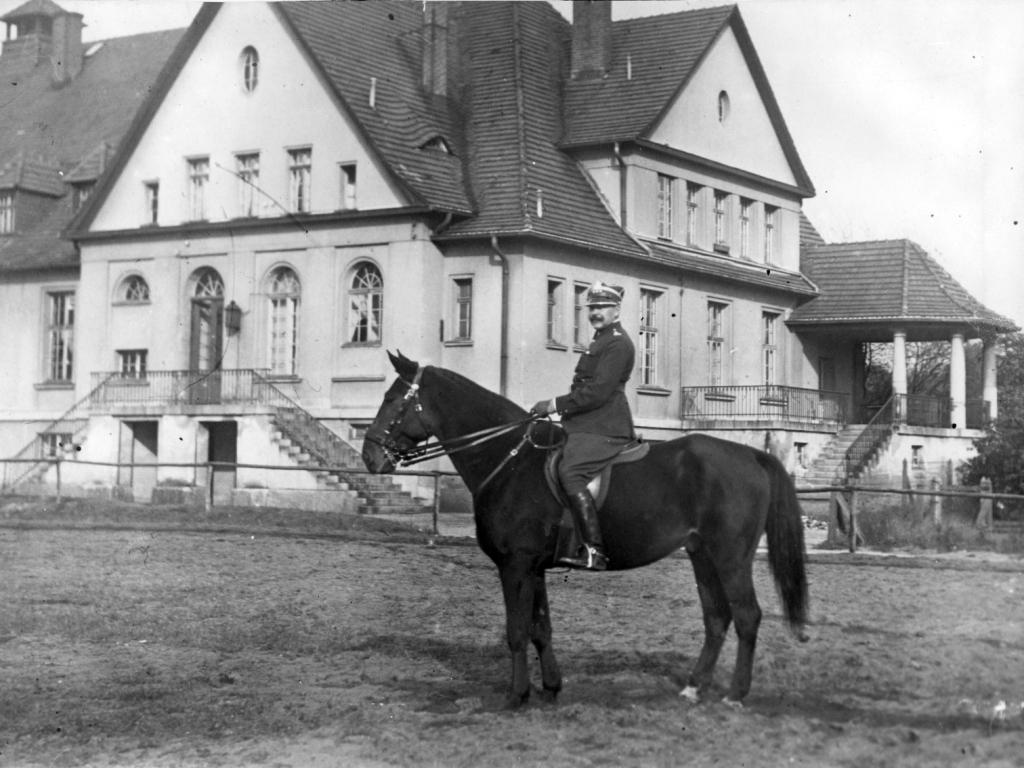
Stefan Kossecki na koniu

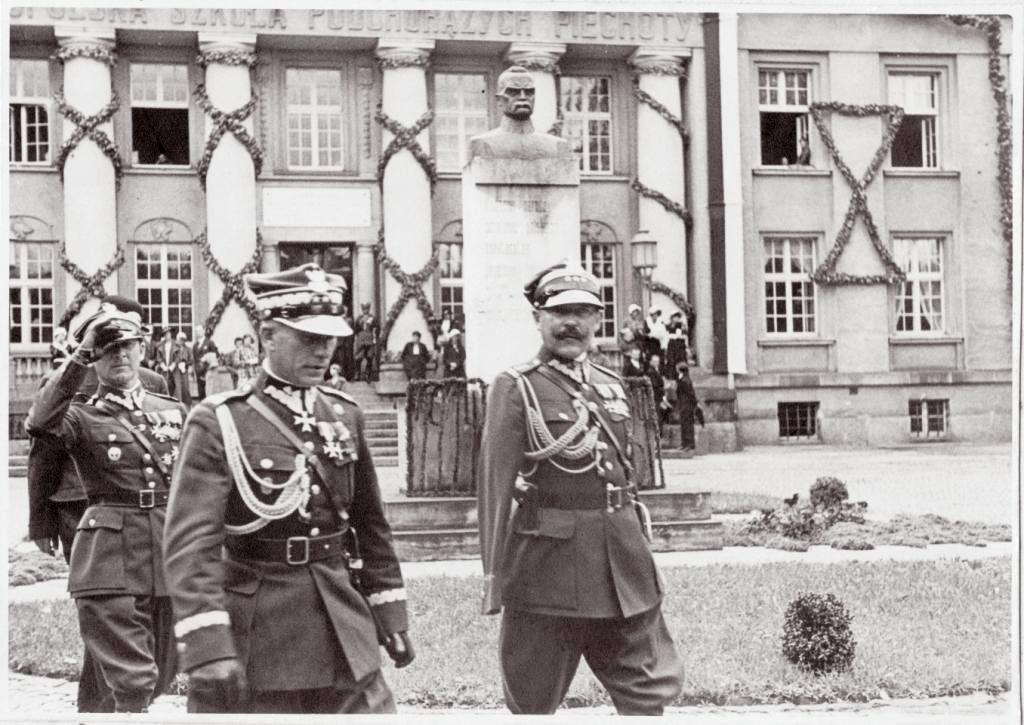
Uroczystość promocji absolwentów w Szkole Podchorążych dla Podoficerów w Bydgoszczy 10 sierpnia 1934. Od lewej – płk. dypl. Władysław Powierza, gen. dyw. Mieczysław Norwid-Neugebauer, płk. dypl. Stefan Kossecki, komendant Szkoły.

Stefan Kossecki (ur. 27 listopada 1889 w Sawińcach, zm. 1940 w ZSRR) – pułkownik dyplomowany piechoty Wojska Polskiego, w 1964 roku mianowany pośmiertnie przez gen. Władysława Andersa na stopień generała brygady. Ofiara zbrodni katyńskiej.

## Życiorys

### Dzieciństwo i młodość
Pochodził ze starej szlacheckiej rodziny Kosseckich herbu Rawicz (dawniej używana była nazwa Rawa), mieszkającej w majątku Sawińce koło Kamieńca Podolskiego. 12 stycznia 1890 został ochrzczony. W niektórych publikacjach bądź źródłach ta data traktowana jest błędnie jako data jego urodzenia. Jego rodzicami byli Konrad i Maria z Owsińskich.
W Szkole Agronomiczno-Technicznej w Kamieńcu Podolskim należał do tajnej organizacji młodzieżowej „Stowarzyszenie Młodzieży Polskiej”, następnie członek Związku Walki Czynnej.
Po ukończeniu szkoły w Kamieńcu Podolskim w 1911 rozpoczął służbę w Armii Imperium Rosyjskiego, w 13 pułku strzelców Wielkiego Księcia Mikołaja Mikołajewicza w Odessie. W 1912 zdał egzamin oficerski i otrzymał awans na pierwszy stopień oficerski – chorążego, po czym przeszedł do rezerwy.
Oficerem armii rosyjskiej i Wojska Polskiego był również jego brat, Stanisław Kossecki (1886–1946).

### I wojna światowa
Po wybuchu I wojny światowej walczył na stanowisku dowódcy kompanii, a następnie batalionu w 284 Węgrowskim pułku piechoty. 8 stycznia 1915 został ciężko ranny pod Kirlibabą podczas kampanii na Bukowinie, w wyniku czego stracił prawą rękę. Po rocznej rekonwalescencji w 1916 z własnej woli wrócił na front. 29 lipca 1916 r. został ponownie ranny. Za waleczność otrzymał kolejne awanse – aż do stopnia sztabskapitana, oraz odznaczenia bojowe: m.in. Złoty Oręż Krzyża Św. Jerzego „Za Waleczność”.
Po wybuchu rewolucji w Odessie wstąpił do 7 pułku strzelców polskich. Zajmował się w nim pracą oświatową wśród zgłaszających się ochotników. Praca ta miała m.in. na celu wyeliminowanie elementów bolszewickich spośród osób zgłaszających się do służby w oddziałach polskich. Była więc to praca o charakterze oświatowo-kontrwywiadowczym. 16 września 1917 wstąpił do I Korpusu Polskiego w Rosji formowanego w rejonie Mińska i Bobrujska, dowodzonego przez gen. Józefa Dowbora-Muśnickiego. W szeregach tego Korpusu walczył z bolszewikami. Wziął udział w bitwie pod Rohaczowem, w której dowodząc kompanią Legii Podchorążych odparł atak kilkunastokrotnie liczniejszych bolszewickich łotewskich pułków (szczególnie fanatycznych i odważnych), oraz w ataku na Żłobin i jego późniejszej obronie. Po ultimatum Dowództwa Wojsk Niemieckich na Wschodzie doszło do demobilizacji Korpusu w maju 1918, żołnierze zaś zostali odesłani do kraju.

### Dwudziestolecie międzywojenne
1 listopada 1918 wstąpił do Wojska Polskiego w Warszawie; uczestniczył wówczas w organizowaniu Ministerstwa Spraw Wojskowych. W grudniu 1918 został pierwszym dowódcą II batalionu 33 pułku piechoty. 22 maja 1919 roku został przydzielony do Wielkopolskiej Szkoły Podchorążych Piechoty w Poznaniu na stanowisko wykładowcy. Od połowy kwietnia do końca lipca 1920 roku dowodził batalionem szkolnym w zastępstwie kapitana Jana Załuski, który przebywał służbowo we Francji. Od 16 do 20 sierpnia 1920, w związku z ofensywą bolszewicką, na czele batalionu szkolnego bronił przyczółka mostowego Fordon. 9 lutego 1921 objął dowództwo II batalionu szkolnego. 21 grudnia 1920 został zatwierdzony z dniem 1 kwietnia 1920 w stopniu majora, w piechocie, w grupie oficerów byłych Korpusów Wschodnich i byłej armii rosyjskiej.
W 1922 został odznaczony został Krzyżem Srebrnym Orderu Wojennego Virtuti Militari. We wniosku napisano:

... Na czele plutonu Legii Podchorążych wysłany zostaje wraz z 1 Legionem Oficerskim pod dowództwem ppłk. (obecnie generała) Konarzewskiego pod Tuszczycę dla wstrzymania bolszewickiego natarcie pod Rohaczew. W walce tej przyczynia się do odparcia ataków paru pułków bolszewicko tatarskich. Przy obronie Rohaczewa dowodzi Kompanią Legii Podchorążych. Bierze udział w ataku na Żłobin wykazując wielkie doświadczenie bojowe. Osobiście prowadzi do ataku podchorążych, którzy mimo braku poparcia przez 4 pułk strzelców rzucili się z nim do ataku, odpierając następnie bolszewików ze st. Żłobin.

3 maja 1922 roku został zweryfikowany w stopniu majora ze starszeństwem z 1 czerwca 1919 roku i 212. lokatą w korpusie oficerów piechoty, a jego oddziałem macierzystym był 4 Pułk Strzelców Podhalańskich w Cieszynie. W grudniu 1923 został przesunięty ze stanowiska wykładowcy na stanowisko dyrektora nauk Oficerskiej Szkoły dla Podoficerów w Bydgoszczy. Pełniąc służbę w szkolnictwie pozostawał oficerem nadetatowym 2 pułku strzelców podhalańskich w Sanoku. Z dniem 1 listopada 1924 został przydzielony do Wyższej Szkoły Wojennej w Warszawie, w charakterze słuchacza Kursu 1924–1926. 1 grudnia 1924 roku został mianowany podpułkownikiem ze starszeństwem z 15 sierpnia 1924 roku i 46. lokatą w korpusie oficerów piechoty. W trakcie przewrotu majowego był chory i leżał w szpitalu. Z dniem 11 października 1926, po ukończeniu kursu i otrzymaniu dyplomu naukowego oficera Sztabu Generalnego, został przydzielony do składu osobowego Inspektora Armii w Toruniu, gen. dyw. Leonarda Skierskiego na stanowisko II oficera sztabu. Z dniem 30 czerwca 1927 wyznaczony na stanowisko pełniącego obowiązki I oficera sztabu Inspektora Armii. W lutym 1928 został przeniesiony do 10 pułku piechoty w Łowiczu na stanowisko dowódcy pułku. 24 grudnia 1929 roku został mianowany pułkownikiem ze starszeństwem z 1 stycznia 1930 roku i 10. lokatą w korpusie oficerów piechoty. W czerwcu 1930 został przeniesiony do Szkoły Podchorążych Rezerwy Piechoty w Zambrowie na stanowisko komendanta. Z dniem 10 sierpnia 1931 został przeniesiony do Szkoły Podchorążych dla Podoficerów w Bydgoszczy na stanowisko komendanta.
W 1931 poślubił Jadwigę z Zarembów herbu Zaremba Kossecką, wdowę po ordynacie machnowieckim Włodzimierzu Twardowskim, która była matką Zbigniewa i Marii Twardowskich. W 1936 urodził im się syn Józef Kossecki.
W 1934 Stefan Kossecki uczestniczył w ostatniej grze wojennej (manewrach) prowadzonej przez marsz. Józefa Piłsudskiego. Wraz z ówczesnym pułkownikiem Stanisławem Maczkiem został wtedy przez Marszałka wyróżniony. W grudniu tego roku został mianowany na stanowisko dowódcy piechoty dywizyjnej 25 Dywizji Piechoty w Kaliszu. Pomiędzy 25 lipca a 23 sierpnia 1935 odbył też staż w szkole ognia przy 8 Grupie Artylerii w Biedrusku. Inspektor Armii gen. dyw. Gustaw Orlicz-Dreszer wydał wówczas o płk. dypl. Stefanie Kosseckim następującą opinię:

„Poważnie i planowo pracuje na zajmowanem stanowisku, osiągając duży wpływ wyszkoleniowy i wychowawczy na podwładnych. Energia spokojna i zrównoważona. Rzutkość średnia. Metoda pracy –jeszcze niewyrobiona w znaczeniu dowodzenia, pracuje jak profesor w szkole. Osiągnął jednak i pod tym względem duże wyniki”.

20 sierpnia 1939 objął dowodzenie 18 Dywizji Piechoty w Łomży, ze składu SGO „Narew”, którą dowodził także podczas kampanii wrześniowej.

### II wojna światowa
W trakcie kampanii wrześniowej walczył m.in. w rejonie Zambrowa, gdzie odpierał przeważające siły XIX Korpusu Pancernego gen. Heinza Guderiana. Prowadząc 12 września osobiście natarcie oddziału wydzielonego został w godzinach rannych 12 września ciężko ranny podczas bitwy pod Andrzejewem.
Dowódca 18 pal ppłk Witold Sztark tak relacjonuje tamten czas:

„(...) wysłany patrol w kierunku rozbitego w nocy oddziału płk. Hertla przyniósł ciężko rannego dowódcę dywizji, płk. dypl. Kosseckiego, znalezionego wśród innych rannych. (...) widząc mnie zmartwionego, gdym schylił się nad jego noszami, wziął mnie za rękę swą jedyną ręką i rzekł te znamienne słowa: «Nie rozpaczajcie, byliście dobrymi żołnierzami. Wódz Naczelny rozkazał wytrwać do dziesiątego, a wy wytrzymaliście do trzynastego». Wkrótce przybył oficer niemiecki (podpułkownik) i zapytał mnie o dowódcę dywizji. Powiedziałem, iż jest ciężko ranny w brzuch serią z ckm. Odpowiedział: «To mężny oficer, widzieliśmy go ciągle w waszych przednich oddziałach walczących». Udaliśmy się z niemieckim oficerem do pobliskiej chaty, gdzie na noszach sanitarnych leżał na podłodze płk dypl. Kossecki. Niemiec zameldował mu swój stopień i nazwisko, dodając, że natychmiast odeśle go do niemieckiego szpitala polowego w m. Dmochy dla dokonania operacji. Wkrótce naszym samochodem półciężarowym odwiózł tam płk. Kosseckiego lżej ranny kpt. Jerzy Pałęcki.

Po operacji płk Kossecki został przewieziony do Zambrowa. Ulokowano go w wiejskim domku, w którym sześć łóżek z innymi rannymi dawało przedsmak szpitala.
Dowódca 20 Dywizji Piechoty gen. Mauritz von Wiktorin powiedział wówczas:

Muszę oddać cześć polskiemu żołnierzowi, który bohatersko walczył; jesteście, panowie, obecnie jeńcami i będziecie traktowani jako oficerowie – jeńcy, a nie tak, jak wy traktujecie naszych jeńców. Dosłowne brzmienie: „Ich muss den polnischen Soldaten die Ehre abgeben, sie haben tapfer gekampft: sie sind jetzt Gefangene und als Gefangene werden Sie behandelt, aber nicht so, wie Sie unsere Gefangene behandeln”.

Potem leczył się w Białymstoku. Po wyjściu ze szpitala w Białymstoku w listopadzie 1939, chciał przekroczyć granicę i został w Brześciu nad Bugiem aresztowany przez NKWD.

### Śmierć i upamiętnienie

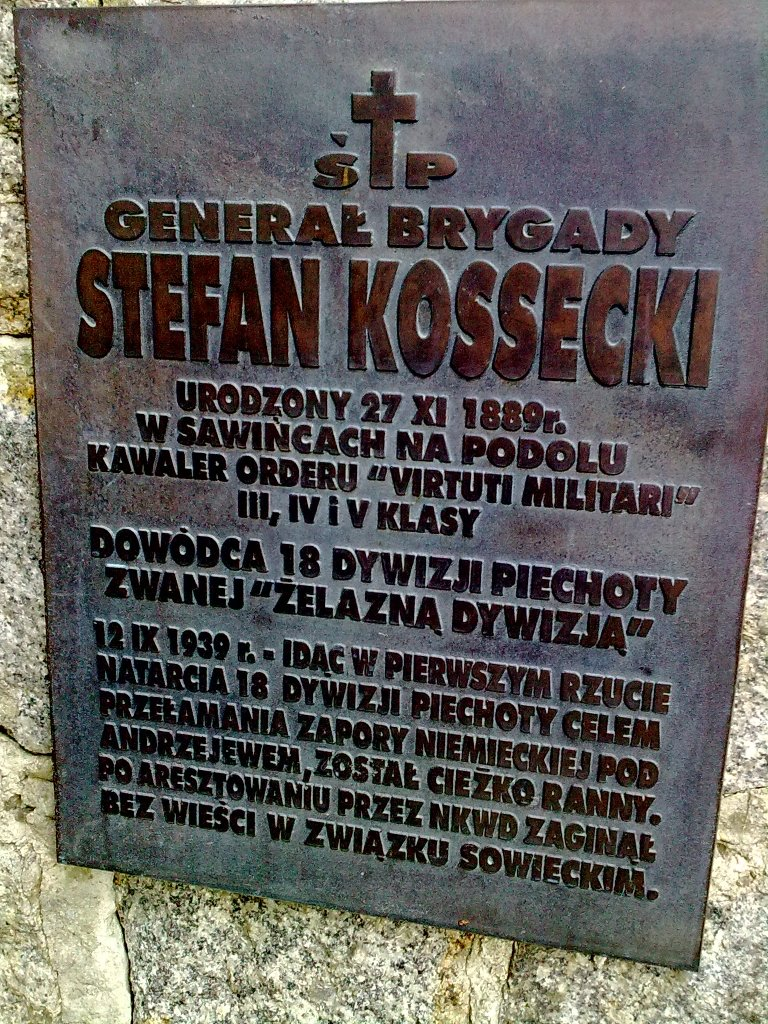
Epitafium gen. bryg. Stefana Kosseckiego w Mauzoleum 18 DP na cmentarzu parafialnym w Andrzejewie

Był więziony przez Sowietów w Brześciu nad Bugiem. Z więzienia brzeskiego, z celi nr 66, 28 marca 1940 roku pułkownik Stefan Kossecki wraz z podporucznikiem saperów Władysławem Szkatulnikiem i sierżantem obserwatorem Kątskim zostali zabrani „z rzeczami”. Dzień później (29 marca) wywieziono profesora Bronisława Stelmachowskiego, sędziego Sądu Apelacyjnego w Poznaniu Stasińskiego, radcę NIK w Warszawie Dmochowskiego oraz podporucznika rezerwy Dynowskiego Romana, leśniczego z Topiły. 30 marca z celi zabrano kapitana inżyniera rezerwy Brejchę Jana, nadkomisarza Policji Państwowej, komendanta policji w Brześciu Czarnożyńskiego oraz rotmistrza Sikorę-Sikorskiego. 1 kwietnia wywieziono kapitana Mariana Kaczorowskiego oraz podporucznika pilota Stefana Browarka. 2 kwietnia wywieziono pułkownika dyplomowanego Bolesława Ciechanowskiego.
Wszyscy wymienieni zostali przewiezieni do Mińska i tam zamordowani. Pogrzebani zostali w Kuropatach. Znajdują się na Białoruskiej Liście Katyńskiej.
W 1993 na łamach „Polski Zbrojnej” pojawiła się wzmianka pośredniego świadka mówiąca o tym, że Kossecki miał być więziony w Wołogdzie i Archangielsku i zostać zatopiony w Morzu Białym wraz z innymi jeńcami polskimi. Powtórzona została w 1998 w słowniku biograficznym.
Naczelny Wódz gen. Władysław Anders mianował go pośmiertnie generałem brygady ze starszeństwem z 1 stycznia 1964 w korpusie generałów. Za udział w walkach we wrześniu 1939 w latach 70. został pośmiertnie odznaczony Krzyżem Kawalerskim Orderu Wojennego Virtuti Militari. 9 listopada 2004 prezydent RP Aleksander Kwaśniewski wydał postanowienie o uznaniu  pośmiertnego awansu na generała brygady.
W okresie PRL wydany został okolicznościowy znaczek pocztowy.
5 kwietnia 1997 – 2 pułkowi zabezpieczenia Nadwiślańskich Jednostek Wojskowych (Jednostka Wojskowa 3466) w Czerwonym Borze nadano imię gen. bryg. Stefana Kosseckiego. W 2000 jednostka ta została rozformowana.
Od 25 stycznia 2008 jedna z ulic w Zambrowie na osiedlu Północ II nosi nazwę ulicy Generała Stefana Kosseckiego. Nadana została ona Uchwałą Rady Miasta Zambrów nr 74/XV/07 z 18 grudnia 2007
15 sierpnia 2014, w 94. rocznicę Bitwy Warszawskiej, na cmentarzu Poległych w Bitwie Warszawskiej w Ossowie została odsłonięta tablica upamiętniająca ośmiu dowódców polskich oddziałów uczestniczących w walkach, którzy w 1940 zostali ofiarami zbrodni katyńskiej; upamiętnieni zostali gen. dyw. Stanisław Haller, gen. dyw. Henryk Minkiewicz, gen. dyw. Leonard Skierski, gen. bryg. Bronisław Bohaterewicz, gen. bryg. Kazimierz Łukoski, gen. bryg. Mieczysław Smorawiński, płk dypl. Stefan Kossecki, ppłk. Wilhelm Kasprzykiewicz.
Symboliczny grób Kosseckiego znajduje się w mauzoleum 18 DP w Andrzejewie na ziemi łomżyńskiej. Ponadto na terenie gminy Andrzejewo 12 września 2010 posadzono „Dąb pamięci” poświęcony dowódcy 18 DP - pułkownikowi Stefanowi Kosseckiemu. W tym też dniu w szkole podstawowej odsłonięto tablicę pamiątkową poświęconą płk. Stefanowi Kosseckiemu. Aktu posadzenia dokonał syn generała Kosseckiego - prof. Józef Kossecki, ostatni z żyjących żołnierzy - por. Kazimierz Bazydło, wójt gminy Andrzejewo - Antoni Cymbalak oraz dyrektor szkoły - Jerzy Kamyczek. Pamiątkową tablicę poświęcił proboszcz ks. dr Jerzy Kruszewski.

## Życie prywatne
Jego synem był Józef Kossecki, a wnukiem Paweł Kossecki.

## Awanse
- chorąży – 1912
- podporucznik – 1916, ze starszeństwem z dniem 15 czerwca 1915
- porucznik – 1917, ze starszeństwem z dniem 6 czerwca 1916
- sztabskapitan – 1917, ze starszeństwem z dniem 17 grudnia 1916
- major – 21 grudnia 1920, zweryfikowany ze starszeństwem z dniem 1 kwietnia 1920
- podpułkownik – 1 grudnia 1924 ze starszeństwem z dniem 15 sierpnia 1924 i lokatą 46
- pułkownik – starszeństwo z dniem 1 stycznia 1930[47]
- generał brygady – starszeństwo z dniem 1 stycznia 1964 (pośmiertnie przez Naczelnego Wodza, 9 listopada 2004 przez władze w kraju)

## Ordery i odznaczenia
- Krzyż Kawalerski Orderu Virtuti Militari (lata 70. od Rady Trzech)[41]
- Krzyż Złoty Orderu Virtuti Militari nr 12[48] (za kampanię wrześniową)
- Krzyż Srebrny Orderu Wojskowego Virtuti Militari nr 5991 – 6 grudnia 1922 „za czyny w byłym I Korpusie WP na Wschodzie”[49]
- Krzyż Oficerski Orderu Odrodzenia Polski (11 listopada 1936)[50]
- Złoty Krzyż Zasługi (19 marca 1931)[51]
- Medal Niepodległości (9 listopada 1933)[52]
- Medal Pamiątkowy za Wojnę 1918–1921[53]
- Medal Zwycięstwa „Médaille Interalliée” (międzysojuszniczy)[54]
- Złoty Oręż Krzyża Św. Jerzego (Imperium Rosyjskie)

## Odznaki
- Odznaka I Polskiego Korpusu na Wschodzie (3 lipca 1918)
- Odznaka Wielkopolskiej Szkoły Podchorążych Piechoty (10 października 1920)
- Odznaka Pamiątkowa Wojsk Wielkopolskich (11 października 1921)
- Odznaka „Polskiej Ligi Wojennej Walki Czynnej” (3 listopada 1925)
- Odznaka Pamiątkowa Generalnego Inspektora Sił Zbrojnych (12 maja 1936)